# Catarhoe derufata
Catarhoe derufata là một loài bướm đêm trong họ Geometridae.